# Takaya Hashi
Takaya Hashi (土師 孝也 Hashi Takaya?) (8 de septiembre de 1952) es un seiyū japonés afiliado con la Compañía Teatral Seinenza. Su nombre real es Takaya Katō (加藤 孝也 Katō Takaya?).

## Anime
- Allison & Lillia (Captain Graz, government official)
- Black Lagoon (Vicepresidente, ep 2)
- Cowboy Bebop (Teddy Bomber)
- D.Gray-man (Froi Tiedoll)
- Elemental Gelade (Narrator)
- Fist of the North Star (Toki and Amiba)
- Idol Densetsu Eriko (Yūsuke Tamura)
- Initial D: Fourth Stage (Tōdō)
- Mister Ajikko (Robot Cook Sally)
- Naruto Shippuden (Kakuzu)
- Onihei Hankachō (Hakabi no Shugoro, ep 5)
- Outlaw Star (Gilliam and the narrator)
- Peacemaker Kurogane (Isami Kondo)
- Pocket Monsters (Munō)
- Sailor Moon (Sergei Azimov (S - 120) and Ventriloquist (SuperS special))
- Sailor Moon Crystal (Pharaoh 90)
- Saint Seiya (Algheti de Heracles)
- Samurai Champloo (Inuyaka)
- Seikoku no Dragonar (Oswald Lautreamont)
- Seisho Monogatari (Saúl)
- Spy × Family (Donovan Desmond)
- The Twelve Kingdoms (King Kou in Juuni Kokki)
- The Vision of Escaflowne (Leon and Yurizen)
- Yōjo Senki (Pierre Michel de Lugo)

## OVA
- Angel Densetsu (Principal)
- Fighting Spirit: Kimura Vs. Mashiba (Kimura's father)
- Legend of the Galactic Heroes (Ernest Mecklinger)
- Mobile Suit Gundam MS IGLOO: The Hidden One Year War (Jean Luc Duvall)
- Sanctuary (Tokai)
- Sentō Yōsei Yukikaze (Colonel Ansel Rombert)
- Shingeki no Kyojin (Nicholas Lovof)

## Largometrajes de animación
- Appleseed Ex Machina (Doctor Riharuto Kestner)
- Corpse Bride (Finis Everglot)
- Dōbutsu no Mori (Masutan)
- Majo no Takkyūbin (Ketto's father)
- Metrópolis (Mayor Lyon)

## Juegos de video
- Ace Combat Zero: The Belkan War (Dimitri Heinreich)
- Drakengard 2 (General Oror)
- SD Gundam G Generation Spirits (Jan Ryuk Duvall)
- Uncharted: Drake's Fortune (Gabriel Roman)
- Fate/Grand Order (Archer de Shinjuku)
- Master shinobi (Sekiro: shadows die twice)

## Acción real
- Yoichi Nomura in Uchuu Keiji Sharivan (episodio #28)
- Masato Minami in Kamen Rider BLACK
- Hideo Kageyama in Choudenshi Bioman